# Glenn Michibata
Glenn Michibata (* 13. Juni 1962 in Toronto, Ontario) ist ein ehemaliger kanadischer Tennisspieler.

## Leben
Michibata war viermal nationaler kanadischer Jugendmeister und zwischen 1981 und 1983 dreimal in Folge nationaler kanadischer Tennismeister. Er studierte an der Pepperdine University und wurde dreimal in die Bestenauswahl All-American gewählt. 1984 stand er an der Seite von Paul Annacone erstmals in einem Doppelfinale auf der ATP World Tour, erst 1988 konnte er seinen ersten Doppeltitel erringen. Insgesamt gewann er im Lauf seiner Karriere vier Doppeltitel, alle mit seinem Landsmann Grant Connell. Weitere 23-mal stand er in einem Doppelfinale, darunter bei den Masters-Turnieren von Kanada und Cincinnati. Seine höchste Notierung in der Tennis-Weltrangliste erreichte er 1986 mit Position 48 im Einzel sowie 1991 mit Position fünf im Doppel.
Seine besten Einzelresultate bei Grand-Slam-Turnieren waren Zweitrundenteilnahmen bei allen vier Turnieren. In der Doppelkonkurrenz erreichte er 1990 an der Seite von Grant Connell das Finale der Australian Open, sie unterlagen jedoch Pieter Aldrich und Danie Visser in vier Sätzen. Im Jahr darauf standen beide im Halbfinale der French Open und von Wimbledon.
Zwischen 1982 und 1992 absolvierte er 13 Einzel- und 15 Doppelpartien für die kanadische Davis-Cup-Mannschaft. 1990 konnte er sich mit der Mannschaft durch einen Sieg über die Niederlande für die erste Runde der Weltgruppe qualifizieren. In den Erstrundenbegegnungen 1991 gegen Spanien und im Jahr darauf gegen Schweden trat er jeweils mit Grant Connell an, beide Doppel gaben sie ab. Bei den Olympischen Sommerspielen 1988 in Seoul traten beide für Kanada im Doppel an, sie unterlagen jedoch in der ersten Runde den Dänen Morten Christensen und Michael Tauson.
Nach dem Ende seiner Profikarriere war er zwei Jahre Trainer von Daniel Nestor. Nachdem er zwischen 1997 und 2000 als Assistenztrainer an der University of Southern California gearbeitet hatte, wurde er Chefcoach der Princeton University. Er ist verheiratet und hat zwei Kinder.

## Erfolge
| Legende                           |
| Grand Slam                        |
| Tennis Masters Cup                |
| ATP Masters Series                |
| ATP International Series Gold (1) |
| ATP International Series (3)      |

### Doppel

#### Turniersiege
| Nr. | Datum           | Turnier    | Belag     | Partner       | Finalgegner                        | Ergebnis      |
| --- | --------------- | ---------- | --------- | ------------- | ---------------------------------- | ------------- |
| 1.  | 22. August 1988 | Livingston | Hartplatz | Grant Connell | Marc Flur Sammy Giammalva          | 2:6, 6:4, 7:5 |
| 2.  | 23. April 1990  | Seoul      | Hartplatz | Grant Connell | Jason Stoltenberg Todd Woodbridge  | 7:6, 6:4      |
| 3.  | 23. Juli 1990   | Washington | Hartplatz | Grant Connell | Jorge Lozano Todd Witsken          | 6:3, 6:7, 6:2 |
| 4.  | 29. April 1991  | Singapur   | Hartplatz | Grant Connell | Stefan Kruger Christo van Rensburg | 6:4, 5:7, 7:6 |

#### Finalteilnahmen
| Nr. | Datum              | Turnier          | Belag         | Partner           | Finalgegner                         | Ergebnis           |
| --- | ------------------ | ---------------- | ------------- | ----------------- | ----------------------------------- | ------------------ |
| 1.  | 5. August 1984     | Livingston       | Hartplatz     | Paul Annacone     | Scott Davis Ben Testerman           | 4:6, 4:6           |
| 2.  | 24. Februar 1985   | Toronto Indoor   | Teppich (i)   | Glenn Layendecker | Peter Fleming Anders Järryd         | 6:7, 2:6           |
| 3.  | 3. Januar 1988     | Wellington (1)   | Hartplatz     | Broderick Dyke    | Dan Goldie Rick Leach               | 2:6, 3:6           |
| 4.  | 9. Oktober 1988    | Brisbane (1)     | Hartplatz (i) | Grant Connell     | Eric Jelen Carl-Uwe Steeb           | 4:6, 1:6           |
| 5.  | 8. Januar 1989     | Wellington (2)   | Hartplatz     | Rill Baxter       | Peter Doohan Laurie Warder          | 6:3, 2:6, 3:6      |
| 6.  | 28. Januar 1990    | Australian Open  | Hartplatz     | Grant Connell     | Pieter Aldrich Danie Visser         | 4:6, 6:4, 1:6, 4:6 |
| 7.  | 25. Februar 1990   | Philadelphia     | Teppich (i)   | Grant Connell     | Rick Leach Jim Pugh                 | 6:3, 4:6, 2:6      |
| 8.  | 19. August 1990    | Indianapolis (1) | Hartplatz     | Grant Connell     | Scott Davis David Pate              | 6:7, 6:7           |
| 9.  | 13. Januar 1991    | Auckland (1)     | Hartplatz     | Grant Connell     | Sergio Casal Emilio Sánchez Vicario | 6:4, 3:6, 4:6      |
| 10. | 3. März 1991       | Chicago          | Teppich (i)   | Grant Connell     | Scott Davis David Pate              | 4:6, 7:5, 6:7      |
| 11. | 7. April 1991      | Hongkong         | Hartplatz     | Robert Van’t Hof  | Patrick Galbraith Todd Witsken      | 2:6, 4:6           |
| 12. | 16. Juni 1991      | Queen’s Club     | Rasen         | Grant Connell     | Todd Woodbridge Mark Woodforde      | 4:6, 6:7           |
| 13. | 28. Juli 1991      | Montreal (1)     | Hartplatz     | Grant Connell     | Patrick Galbraith Todd Witsken      | 4:6, 6:3, 1:6      |
| 14. | 4. August 1991     | Los Angeles      | Hartplatz     | Brad Pearce       | Javier Frana Jim Pugh               | 5:7, 6:2, 4:6      |
| 15. | 11. August 1991    | Cincinnati       | Hartplatz     | Grant Connell     | Ken Flach Robert Seguso             | 7:6, 4:6, 5:7      |
| 16. | 29. September 1991 | Brisbane (2)     | Hartplatz     | John Fitzgerald   | Mark Woodforde Todd Woodbridge      | 6:7, 3:6           |
| 17. | 12. Januar 1992    | Auckland (2)     | Hartplatz     | Grant Connell     | Wayne Ferreira Jim Grabb            | 4:6, 3:6           |
| 18. | 5. April 1992      | Singapur         | Hartplatz     | Grant Connell     | Todd Woodbridge Mark Woodforde      | 7:6, 2:6, 4:6      |
| 19. | 23. August 1992    | Indianapolis (2) | Hartplatz     | Grant Connell     | Jim Grabb Richey Reneberg           | 6:7, 2:6           |
| 20. | 4. April 1993      | Osaka            | Hartplatz     | David Pate        | Mark Keil Christo van Rensburg      | 6:7, 3:6           |
| 21. | 11. April 1993     | Tokio            | Hartplatz     | David Pate        | Ken Flach Rick Leach                | 6:2, 3:6, 4:6      |
| 22. | 20. Juni 1993      | Manchester       | Hartplatz     | Stefan Kruger     | Ken Flach Rick Leach                | 4:6, 1:6           |
| 23. | 1. August 1993     | Montreal (2)     | Hartplatz     | David Pate        | Jim Courier Mark Knowles            | 4:6, 6:7           |